# Yes Man
Yes Man je americká romantická komedie z roku 2008 od režiséra Peytona Reeda. Film měl v Americe premiéru 17. prosince 2008 a v České republice měl premiéru 15. ledna 2009. 

## Obsazení
| Jim Carrey        | Carl Allen       |
| Sasha Alexander   | Lucy             |
| Zooey Deschanel   | Renee Allisonová |
| Fionnula Flanagan | Tillie           |
| Terence Stamp     | Terrence Bundley |